# Johann Wilhelm, Duce de Saxa-Weimar
Johann Wilhelm (11 martie 1530 – 2 martie 1573), a fost duce de Saxa-Weimar.

## Biografie
A fost al doilea fiu al lui Johann Friedrich I, Elector de Saxonia și a soției acestuia, Sibylle de Cleves.
În momentul nașterii sale, tatăl său încă deținea titlul de Elector de Saxonia, titlu pe care l-a pierdut în 1547 după ce a fost înfrânt și capturat de împăratul Carol Quintul în urma sprijinului pe care Electorul de Saxonia îl dăduse Reformei protestante. Johann Friedrich a fost eliberat și forțat să adopte titlul mai mic de duce de Saxonia  într-o zonă substanțial mai mică decât fostul său teritoriu în Turingia. 
În 1554, după decesul tatălui său, Johann Wilhelm a moștenit ducatul de Saxonia împreună cu fratele său mai mare, Johann Frederick II, și cu fratele mai mic, Johann Friedrich III.

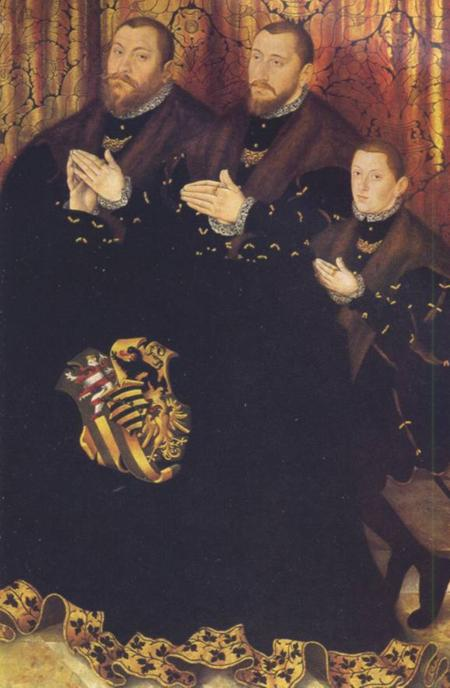
Cei trei frați: Johann Friedrich II, Johann Wilhelm și Johann Friedrich III.

Cei trei frați au împărțit ducatul: Johann Friedrich II ca șef al familiei a luat Eisenach și Coburg; Johann Wilhelm a primit Weimar; și Johann Friedrich III a moștenit Gotha. Totuși, în 1565, când John Frederick al III-lea a murit fără să lase moștenitori, cei doi frați au făcut un nou tratat prin care au împărțit teritoriile lui. Fratele cel mare a ocupat Gotha în timp ce Johann Wilhelm a reținut teritoriile lui din Weimar. De asemenea, planul stipula ca cei doi frați să facă schimb de regiunile lor între ei la fiecare trei ani. Această dispoziție nu a fost niciodată realizată.
Politicile politice ale lui Johann Friedrich al II-lea au fost îndreptate spre recuperarea teritoriilor și titlul de Elector pierdut de către tatăl său în 1547. El a recuperat pentru scurt timp electoratul în timpul perioadei 1554-1556, dar implicarea sa în intrigi politice l-au înfuriat pe împăratul Maximilian al II-lea. Împăratul a impus în cele din urmă Reichsacht (interzicerea imperială) asupra lui, devenind obiectul unei Reichsexekution (acțiune a poliției imperiale). După un asediu asupra castelului său din Gotha, Johann Friedrich a fost în cele din urmă învins în 1566 și și-a petrecut restul vieții ca  prizonier imperial. 
Bunurile sale au fost confiscate de către împărat și predate lui Johann Wilhelm, care astfel a devenit singurul conducător al întregului ducat al Saxoniei.
Curând Johann Wilhelm a căzut în dizgrația împăratului atunci când a intrat în serviciul regelui Carol al IX-lea al Franței ca general în campania sa împotriva hughenoților (regii francezi erau dușmanii împăraților habsburgi). Acest lucru i-a înstrăinat și pe supușii săi protestanți. 
Împăratul i-a stârnit pe cei doi fii supraviețuitori ai lui Johann Friedrich al II-lea împotriva lui Johann Wilhelm și în 1572 s-a încheiat Împărțirea de la Erfurt. Ducatul de Saxonia a fost împărțit în trei părți. Fiul cel mare al lui Johann Friedrich al II-lea, Johann Casimir, a primit Coburg, iar cel mai mic, Johann Ernst, a primit Eisenach.
Johann Wilhelm a reținut doar o mică parte din ducat, regiunea din jurul Weimar, însă și-a adăugat districtele Altenburg, Gotha și Meiningen. Ca rezultat al Împărțirii de la Erfurt, toate teritoriile deținute de Casa de Wettin, indiferent de ramură, au devenit învecinate. Casa de Saxa-Weimar și prima casă de Saxa-Altenburg, ambele descind din Johann Wilhelm.

## Căsătorie și copii
La Heidelberg la 15 iunie 1560 Johann Wilhelm s-a căsătorit cu Dorothea Susanne de Simmern, fiica lui Frederick al III-lea, Elector Palatin. Ei au avut cinci copii:
1. Friedrich Wilhelm I, Duce de Saxa-Weimar (n. 25 aprilie 1562, Weimar – d. 7 iulie 1602, Weimar)
2. Sibylle Marie (n. 7 noiembrie 1563, Weimar – d. 20 februarie 1569, Altenburg)
3. fiu (n./d. 9 octombrie 1564, Weimar)
4. Johann al II-lea, Duce de Saxa-Weimar (n. 22 mai 1570, Weimar – d. 18 iulie 1605, Weimar)
5. Maria (n. 7 octombrie 1571 – d. 7 martie 1610, Quedlinburg), stareță de Quedlinburg în perioada 1601–1610.

1. ↑  IdRef, accesat în 5 martie 2020